# Пьотър Аршинов
Пьотър Андреевич Аршинов (на руски: Пётр Андре́евич Арши́нов) с псевдоним П. Марин р. 1887 г. – п. 1938 г. е болшевик от Първата руска революция (1905) и украински анархист и терорист от Гражданската война в Руската империя (1917 – 1922).
Приближен на лидера на украинските анархисти Нестор Махно и нареждан сред идеолозите на Махновското движение, той е известен със своите публикувани хронологични мемоари за Махно и неговата организация.

## Биография
Роден е в работническо семейство в село Андреевка, Нижнеломовски уезд, Пензенска губерния през 1887 г.
Участва в революционното движение от 1904 г. През 1905 г. работи като механик в железопътните работилници в град Кизил-Арват (сега Сердар в Туркменистан), където се присъединява към болшевишката организация. Там през 1904 – 1906 г. оглавява организацията на РСДРП и е редактор на нелегалния болшевишки вестник „Молот“.
Скривайки се от полицията, в края на 1906 г. постъпва като работник в завода „Шодуар“ в Екатеринослав (после Днепропетровск, днес Днипро) в Източна Украйна.
Разочарован от минимализма на програмата и нерешителността на болшевиките, през есента на 1906 г. Аршинов се присъединява към комунистическите анархисти. През декември 1906 г. обединява оцелелите от есенното поражение на екатеринославските анархисти – бойци в терористична група и организира редица терористични актове, включително експлозията на полицейско управление в работническото селище Амур на 23 декември 1906 г., в който загиват редица казашки и полицейски служители. Експлозиите са организирани умело и полицаите не могат да намерят виновниците.. Той е арестуван, но успява да избяга от затвора на 22 април 1907 г.
През 1911 – 1917 г. е осъден на каторга (лагер с тежък труд), където се запознава и става близък приятел с Нестор Махно. Докато е в затвора „Бутирка“ в Москва, е в обща килия със Серго Орджоникидзе..
През 1917 г. участва в създаването и е секретар на Московската федерация на анархистките групи. През 1919 – 1921 г. е сътрудник на Н. И. Махно, от пролетта на 1919 г. е сред основните идеолози на махновското движение.
От 1921 г. е в изгнание в чужбина. В края на 1934 г. с разрешение на ЦК на ВКП (б) се завръща в СССР. Арестуван е по обвинение в ръководене на нелегална анархистическа организация в началото на 1938 г. и е разстрелян.

## Отстъпничество
Видното положение на Аршинов в руския, украинския и международния анархизъм и неочакваното му отстъпничество пораждат 2 противоположни версии.
Според първата, формулирана и подкрепена от някои постсъветски историци (като А. Л. Никитин), Аршинов от края на 1920-те години (или дори още след Гражданската война) е щатен агент на съветската специална служба ОГПУ (наследила ЧК, наследена от НКВД и КГБ). Потвърждение за това се намира в борбата, която води срещу идеологическите противници през 1920-те години, предимно срещу „мистичните анархисти“.
Според втората версия, към която се придържат някои анархистки историци (А. Скирда и други), раздялата на Аршинов с анархизма след 1931 г. е фиктивна и е предприета с цел да може законно да се върне в СССР, за да организира там нелегална дейност. А. Скирда се позовава на мемоарите на личните приятели на Аршинов, които се срещат с него непосредствено преди завръщането му в СССР.

## На български език
- Аршинов, Пьотър. Феноменът Махно.   София, Арт издат 5, 1993. с. 214.